# حسين المدرسي الطباطبائي
حسين المدرسي الطباطبائي (بالفارسية: سید حسین مدرسی طباطبایی) أستاذ جامعي ومفكر إسلامي إيراني من مواليد مدينة قم. من العلماء المسلمين البارزين في الغرب، يعتبر من أبرز الباحثين في التاريخ الإسلامي. له دراية بالفلسفة والقانون والفقه والحديث والتاريخ. يجيد عدة لغات منها الفارسية والعربية والإنجيليزية.
له العديد من الأفكار والنظريات والأطروحات المثيرة للجدل. كما يعده الكثير من أبرز المفكرين الإسلاميين الإصلاحيين من الشيعة.

## دراسته الحوزوية
في بداية مسيرته العلمية انتسب إلى الحوزة العلمية. فدرس السطوح العليا في الفقه والأصول عند عدد من المراجع المعاصرين: الشيخ محمد فاضل اللنكراني، الشيخ حسين النوري الهمداني، الشيخ يوسف الصانعي، والسلطاني.
كما ودرس الفلسفة عند الشيخ محمد محمدي الگيلاني، المرجع الشيخ عبد الله الجوادي الآملي، الشيخ محمد شاه آبادي، والشهيد الشيخ مرتضى المطهري.
وحضر درس البحث الخارج لسنة واحدة عند المرجع السيد محمد المحقق الداماد، وعشر سنوات عند المرجع الشيخ مرتضى الحائري.

## مسيرته الأكاديمية
حاز المدرسي على الدكتوراه عام 1982م من جامعة أوكسفورد. وانشغل منذ ذلك الوقت بمسؤوليات عديدة في هذا المجال، حيث أنه يرأس منذ عام 1983م وحتى اليوم كرسي المستشرق الأميركي بيار ضودج في كلية دراسات الشرق الأدنى، والحقوق الإسلامية في كلية الحقوق في جامعة برنستون. هو عضو دائم في معهد القديس أنطونيو في جامعة أوكسفورد منذ عام 1988م وفي كلية الأبحاث العالمية في جامعة كولومبيا (نيويورك) منذ عام 1990م، كما وكان أستاذ القانون المبعوث لزيارة الحرمين الشريفين عن كلية الحقوق في جامعة هارفرد عام 2007م، وعضو هيئة تحرير جريدة الحقوق الإسلامية والشرق الأدنى لجامعة كاليفورنيا (لوس أنجلوس)، وغير ذلك.

## كتاباته
كتب السيد المدرسي حتى الآن أكثر من أربعين مؤلفاً، فضلاً عن مئات المقالات التي نشرت في المجلات الفكرية في العالم الإسلامي وخارجه.
من مؤلفاته وأعماله العلمية:
1. An introduction to Shiite law: a bibliographical study
م‍ق‍دم‍ه‌اي ب‍ر ف‍ق‍ه ش‍ي‍‍ع‍ه: كل‍ي‍‍ات وك‍ت‍‍اب‍ش‍ن‍‍اس‍‍ي
2. Crisis and consolidation in the formative period of Shiite Islam
م‍ك‍ت‍ب در ف‍راي‍ن‍د ت‍ك‍‍ام‍ل: ن‍ظري ب‍ر ت‍طور م‍ب‍‍ان‍‍ي ف‍ك‍ري ت‍ش‍ي‍‍ع در س‍ه ق‍رن ن‍خ‍س‍ت‍ي‍ن
ت‍طور ال‍م‍ب‍‍ان‍‍ي ال‍ف‍ك‍رية ل‍ل‍ت‍ش‍ي‍‍ع ف‍‍ي ال‍ق‍رون ال‍ث‍لاثة الأول‍‍ي
3. Kharaj in Islamic law
4. Tradition and survival: a bibliographical survey of early Shiite literature
ميراث مكتوب شيعه: از سه قرن نخستين هجري
5. اسناد واحكامي از خاندان افشار ارومي (اسناد ونامه‌هاي تاريخي)
6. آشنايي با چند نسخه خطي (فهرست نسخه هاي خطي مدرسه رضويه قم)
7. ب‍رگ‍‍ي از ت‍‍اري‍خ ق‍زوي‍ن
8. پنج نامه از فتحعليشاه قاجار به ميرزاي قمي
9. تاريخيات
10. تذكره مشايخ قم
11. تربت پاكان
12. ج‍‍ام‍‍ع ال‍ت‍واري‍خ ح‍س‍ن‍‍ي
13. خاندان علي‌صفي، شهرياراني گمنام
14. خاندان فتحان
15. ذيل نفثة المصدور
16. راهنماي جغرافياي تاريخي قم
17. رسالة إبليس إلى إخوانه المناحيس
18. روابط إيران با حكومت مستقل نجد
19. زم‍ي‍ن در ف‍ق‍ه اس‍لام‍‍ي
20. سنديات
21. فرمان‌هاي تركمانان قراقويونلو وآق‌قويونلو
22. فهرست نسخه‌هاي خطي كتابخانه مدرسه رضويه قم
23. قاضي أحمد قمي
24. ق‍م در ق‍رن ن‍‍ه‍م ه‍ج‍ري
25. ق‍م‌ن‍‍ام‍ه
26. قميات
27. ك‍ت‍‍اب‍ش‍ن‍‍اس‍‍ي آث‍‍ار م‍رب‍وط ب‍ه ق‍م
28. كتابيات
29. مثال‌هاي صدور صفوي
30. مكاتبات فيض وقاضي سعيد قمي
31. هفت فرمان ديگر از پادشاهان تركمان
32. Shiite Islam: the legacy of the house of the prophet